# Cozcurrita
Cozcurrita és una localitat del municipi de Fariza, a la província de Zamora, a Castella i Lleó.
Se situa a la comarca del Sayago, damunt d'un petit altiplà delimitat per barrancs, pels quals transcorren el riu Douro i les rieres del Mimbrero i del Pisson, dins del parc natural d'Arribes del Duero. El patrimoni cultural de la població inclou l'església de Santa Maria Magdalena i l'ermita de la Verge del Castell, aquesta última especialment coneguda pel pelegrinatge dels Viriats o de les Banderoles.
La biodiversitat ha estat protegida per la Unesco com a reserva de la biosfera transfronterera sota la denominació d'Altiplà Ibèric, per la Unió Europea amb la Xarxa Natura 2000, i per la comunitat autònoma de Castella i Lleó, en aquests dos últims casos com a parc natural, sota la denominació d'Arribes del Duero. La triple protecció d'aquest espai natural cerca preservar els seus valors naturals, de gran valor paisatgístic i faunístic, en el qual destaca la presència d'ocells com el voltor comú, la cigonya negra, el falcó pelegrí, l'aufrany, la gralla becvermella, el duc eurasiàtic, l'àliga reial i l'àliga cuabarrada.

## Topònim
El topònim de Cozcurrita provindria de l'àrab, segons algunes fonts de la paraula "kozkoz". Al-Àndalus va deixar nombrosos exemples de topònims àrabs a la comarca de Sayago (Alfaraz, Cozcurrita, Fariza, Gáname, Tamame o Zafara) i a la resta de la província de Zamora (Alcubilla de Nogales, Algodre, Almaraz de Duero, Barrio de Rábano o Venialbo, entre d'altres).

## Geografia física

### Ubicació
Cozcurrita se situa a 18 km a l'oest de Bermillo de Sayago i a 54 km de la ciutat de Zamora, a l'extrem occidental de l'altiplà de Sayago, al sud-oest de Zamora i a la frontera amb Portugal.
| Cércio    | Miranda do Douro | Badilla |
| Freixiosa |                  | Argañín |
| Freixiosa | Fariza           | Tudera  |

El riu Douro delimita Cozcurrita a l'oest, on adquireix caràcter internacional a la frontera amb Portugal, a l'altre costat de la qual es troba Miranda do Douro.
Restes arqueològiques d'un castrum prop de l'ermita de la Verge del Castell indiquen que l'indret havia començat a ser poblat ja a la prehistòria. Aquest assentament es va beneficiar de la protecció que li donava l'orografia del terreny, ja que disposava d'un únic accés. S'especula que aquest lloc va ser sempre un centre de cultes, i que l'actual ermita hauria estat erigida damunt d'un anterior temple o lloc de ritual pagà.
Durant l'edat mitjana, Cozcurrita va quedar integrada al Regne de Lleó, després de la repoblació de la comarca del Sayago.
A l'edat moderna, Cozcurrita va ser integrada a la jurisdicció de Sayago de la província de Zamora, tal com mostra Tomás López (1773) al Mapa de la Província de Zamora. Així, en reestructurar-se les províncies i crear-se les actuals en 1833, la localitat es va mantenir a la província de Zamora, dins de la Regió de Lleó, integrant-se el 1834 en el partit judicial de Bermillo de Sayago, dependència que es va prollongar fins al 1983, quan va ser suprimit i integrat en el Partit Judicial de Zamora.

## Patrimoni

### Santa Maria Magdalena
L'edifici més significatiu és l'església de Santa Maria Magdalena, d'estil romànic del segle xiii. El temple està situat en el límit meridional del nucli urbà.
El temple és petit i va ser construït en carreus i maçoneria de granit de la zona. És de nau única, amb coberta de dos vessants i campanar de paret. Compta amb una capçalera quadrada i en el costat nord té adossada la sagristia i una portada acollida sota un pòrtic senzill. L'església inclou també un cementiri encarat cap al nord.
L'espadanya està feta en bona part de carreus, la capçalera de carreus i la nau de maçoneria i carreus també. Compta amb una façana romànica, però situada de manera inusual, a la cara nord. L'espadanya també presenta una clara tipologia romànica, encara que sembla haver estat refeta posteriorment.

### Las Barrancas
Es tracta d'un mirador, prop de l'ermita de la Verge del Castell, que ofereix vistes del poble i de la zona.

### Ermita de la Verge del Castell
Aquesta ermita va pertànyer a la parròquia de Cozcurrita fins als anys seixanta, quan va ser transferida a la de Fariza.
El primer diumenge de juny se celebra el tradicional pelegrinatge de la Verge del Castell, també dita dels Viriats o Banderoles, durant el qual es duen banderes grans en processó des de Fariza fins a l'ermita, en companyia d'altres imatges i símbols religiosos.

## Fauna i flora
«El Nebral» de Cozcurrita és un dels principals i pocs boscos de càdec —un arbre que era força preuat per a elaborar bigues— que queden a la província de Zamora i al parc natural de Arribes del Duero.
A Cozcurrita també se situa el tram final del rierol dels Trigales, a la vora del mirador de las Barrancas.